# Sophora secundiflora
Sophora secundiflora är en ärtväxtart som först beskrevs av Casimiro Gómez de Ortega, och fick sitt nu gällande namn av Dc.. Sophora secundiflora ingår i släktet soforor, och familjen ärtväxter. Inga underarter finns listade i Catalogue of Life.

## Bildgalleri

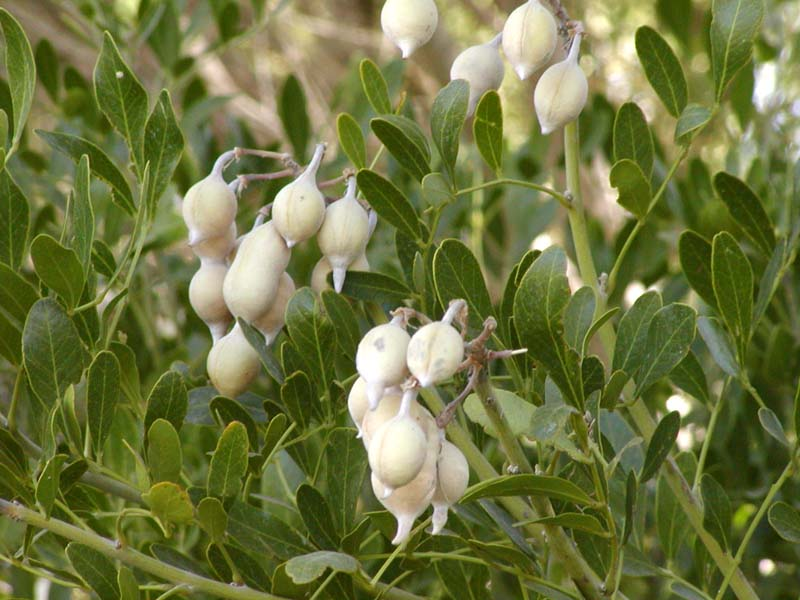
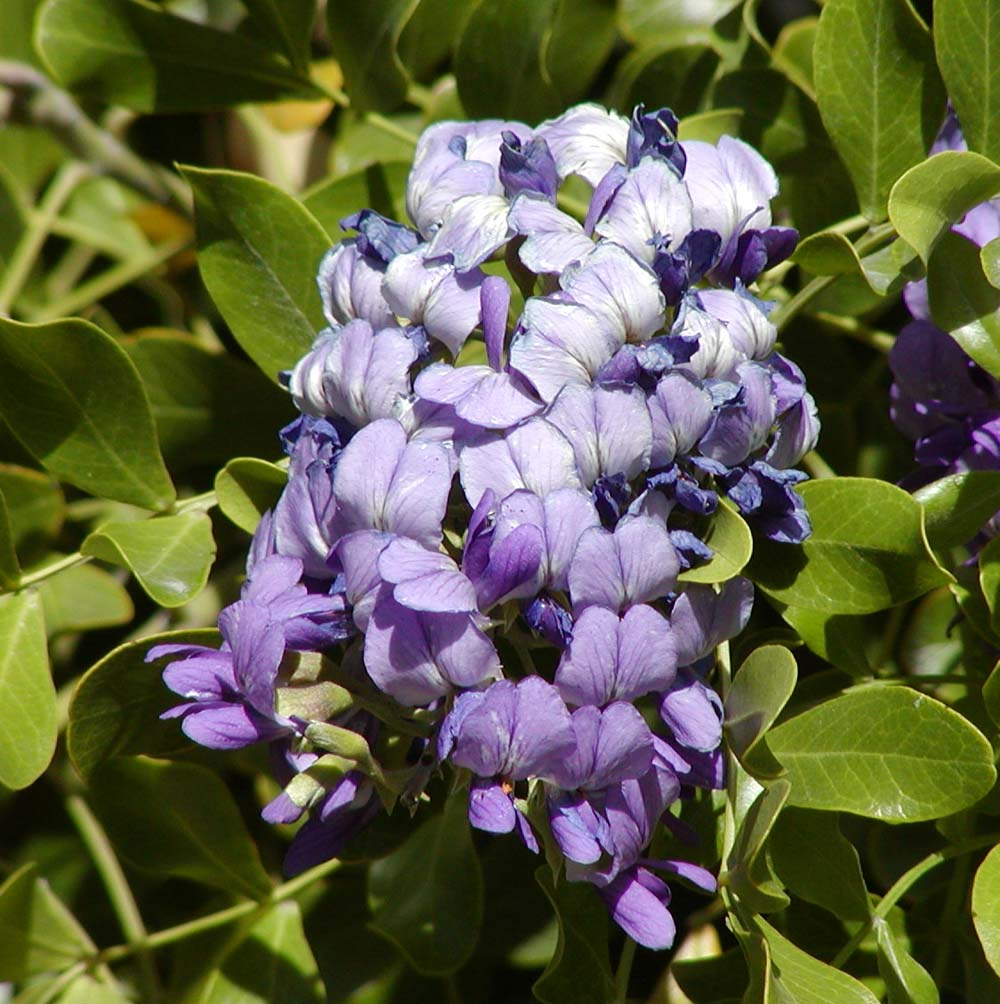